# Michel Kaham
Michel Kaham (Bafang, 1º giugno 1952) è un allenatore di calcio ed ex calciatore camerunese, di ruolo difensore.

## Carriera
Durante la sua carriera Kaham ha vestito numerose maglie di club, giocando anche nel campionato francese.
Con la Nazionale camerunese prese perfino parte ai Mondiale del 1982 in Spagna.
Da allenatore vinse nel 1992 una Coppa del Camerun con l'Olympic Mvolyé.

## Palmarès

### Giocatore
- Campionato camerunese: 2

Aigle Nkongsamba: 1971
Canon: 1974

### Allenatore
- Coppa del Camerun: 1

Olympic Mvolyé: 1992